# Linshui, Anhui
Linshui (kinesiska: 临水) är en köping i östra Kina. Den ligger i Huoqiu härad i staden Lu'an i provinsen Anhui, omkring 150 kilometer nordväst om provinshuvudstaden Hefei. Antalet invånare är 50996. Befolkningen består av 24 937 kvinnor och 26 059 män. Barn under 15 år utgör 24,0 %, vuxna 15-64 år 67 %, och äldre över 65 år 8,0 %.